# Cupa Campionilor Europeni 1962-1963
Cupa Campionilor Europeni 1962-1963 a fost cea de-a opta ediție a competiției. Au participat 30 de echipe, dintre care 29 de campioane naționale, la care s-a adăugat SL Benfica Lisabona, deținătoarea trofeului. Pentru prima oară o echipă albaneză (KF Partizani Tirana) a participat la competiție.
Finala a avut loc pe 22 mai 1963, la stadionul Wembley din Londra, în fața a 45.000 de spectatori. A fost prima finală, în care nici o echipă spaniolă nu a fost implicată. AC Milan a câștigat Cupa pentru prima oară, învingând cu scorul de 2-1 pe Benfica, devenind al treilea club învingător și primul din Italia.
Cel mai bun marcator a fost José Altafini de la AC Milan cu 14 goluri.

## Preliminarii
| Echipa 1                | Total  | Echipa 2                  | Turul I | Turul II | Baraj |
| ----------------------- | ------ | ------------------------- | ------- | -------- | ----- |
| IFK Norrköping          | 3 – 1  | KF Partizani Tirana       | 2 – 0   | 1 – 1    |       |
| Fredrikstad FK          | 1 – 11 | SC Vasas Budapesta        | 1 – 4   | 0 – 7    |       |
| Linfield FC Belfast     | 1 – 2  | Esbjerg fB                | 1 – 2   | 0 – 0    |       |
| FK Austria Viena        | 7 – 3  | IFK Helsinki              | 5 – 3   | 2 – 0    |       |
| Dundee FC               | 8 – 5  | 1. FC Köln                | 8 – 1   | 0 – 4    |       |
| Real Madrid CF          | 3 – 4  | RSC Anderlecht Bruxelles  | 3 – 3   | 0 – 1    |       |
| CS Dinamo București     | 1 – 4  | Galatasaray SK Istanbul   | 1 – 1   | 0 – 3    |       |
| AC Milan                | 14 – 0 | Union Sportive Luxembourg | 8 – 0   | 6 – 0    |       |
| TS Polonia Bytom        | 6 – 2  | Panathinaikos AO Atena    | 2 – 1   | 4 – 1    |       |
| Servette FC Geneva      | 4 – 4  | Feyenoord Rotterdam       | 1 – 3   | 3 – 1    | 1 – 3 |
| Floriana FC             | 1 – 14 | Ipswich Town FC           | 1 – 4   | 0 – 10   |       |
| Shelbourne FC Dublin    | 1 – 7  | Sporting CP Lisabona      | 0 – 2   | 1 – 5    |       |
| CSKA Steagul Roșu Sofia | 6 – 2  | JDS Partizan Belgrad      | 2 – 1   | 4 – 1    |       |
| ASK Vorwärts Berlin     | 0 – 4  | VTJ Dukla Praga           | 0 – 3   | 0 – 1    |       |

Calificate direct: SL Benfica Lisabona – deținătoarea trofeului și Stade de Reims.

### Turul I
| IFK Norrköping        | 2 – 0   | KF Partizani Tirana |
| --------------------- | ------- | ------------------- |
| Bild 55' Rosander 74' | Detalii |                     |

| Fredrikstad FK | 1 – 4   | SC Vasas Budapesta             |
| -------------- | ------- | ------------------------------ |
| Aas 78'        | Detalii | Pál I 56', 72', 79' Kékesi 86' |

| Linfield FC Belfast | 1 – 2   | Esbjerg fB                     |
| ------------------- | ------- | ------------------------------ |
| Dickson 7'          | Detalii | Christiansen 25' Bertelsen 30' |

| FK Austria Viena                                 | 5 – 3   | IFK Helsinki                           |
| ------------------------------------------------ | ------- | -------------------------------------- |
| Hirnschrodt 15' Nemec 40', 86', 88' Schleger 55' | Detalii | Eckman 6' Wiik 30' Kaukkonen 83' (pen) |

| Dundee FC                                                                                   | 8 – 1   | 1. FC Köln   |
| ------------------------------------------------------------------------------------------- | ------- | ------------ |
| Hemmersbach 10' Wishart 11' Robertson 12' Gilzean 26', 63', 66' Gordon Smith 45' Penman 49' | Detalii | Benthaus 81' |

| Real Madrid CF                    | 3 – 3   | RSC Anderlecht Bruxelles                |
| --------------------------------- | ------- | --------------------------------------- |
| Zoco 14' Gento 30' Di Stéfano 48' | Detalii | Van Himst 37' Janssens 42' Stockman 80' |

| CS Dinamo București | 1 – 1   | Galatasaray SK Istanbul |
| ------------------- | ------- | ----------------------- |
| Pîrcălab 71' (pen)  | Detalii | Oktay 53'               |

| AC Milan                                                    | 8 – 0   | Union Sportive Luxemburg |
| ----------------------------------------------------------- | ------- | ------------------------ |
| Altafini 8', 11', 34', 44', 67' Rivera 34' Germano 43', 73' | Detalii |                          |

| TS Polonia Bytom         | 2 – 1   | Panathinaikos AO Atena |
| ------------------------ | ------- | ---------------------- |
| Pogrzeba 28' Jozwiak 70' | Detalii | Theofanis 29'          |

| Servette FC Geneva | 1 – 3   | Feyenoord Rotterdam           |
| ------------------ | ------- | ----------------------------- |
| Mekhloufi 33'      | Detalii | Kruiver 44', 50' Bennaars 70' |

| Floriana FC     | 1 – 4   | Ipswich Town FC                    |
| --------------- | ------- | ---------------------------------- |
| D'emanuelle 87' | Detalii | Crawford 7', 57' Phillips 30', 81' |

| Shelbourne FC Dublin | 0 – 2   | Sporting CP Lisabona       |
| -------------------- | ------- | -------------------------- |
|                      | Detalii | Morais 35' De Carvalho 80' |

| CSKA Steagul Roșu Sofia | 2 – 1   | JDS Partizan Belgrad |
| ----------------------- | ------- | -------------------- |
| Rankov 14' Kolev 20'    | Detalii | Kovačević 34' (pen)  |

| ASK Vorwärts Berlin | 0 – 3   | VTJ Dukla Praga      |
| ------------------- | ------- | -------------------- |
|                     | Detalii | Adamec 45', 59', 70' |

### Turul II
| KF Partizani Tirana | 1 – 1   | IFK Norrköping |
| ------------------- | ------- | -------------- |
| Kraja 48'           | Detalii | Kindvall 6'    |

IFK Norrköping s-a calificat cu scorul general de 3–1.
| Galatasaray SK Istanbul              | 3 – 0   | CS Dinamo București |
| ------------------------------------ | ------- | ------------------- |
| Oktay 13' (pen) Köken 51' Kutver 78' | Detalii |                     |

Galatasaray SK Istanbul s-a calificat cu scorul general de 4–1.
| SC Vasas Budapesta                                  | 7 – 0   | Fredrikstad FK |
| --------------------------------------------------- | ------- | -------------- |
| Pál I 11', 13' Farkas 20', 22', 57' Pál II 44', 56' | Detalii |                |

SC Vasas Budapesta s-a calificat cu scorul general de 11–1.
| Esbjerg fB | 0 – 0   | Linfield FC Belfast |
| ---------- | ------- | ------------------- |
|            | Detalii |                     |

Esbjerg fB s-a calificat cu scorul general de 2–1.
| Union Sportive Luxemburg | 0 – 6   | AC Milan                                             |
| ------------------------ | ------- | ---------------------------------------------------- |
|                          | Detalii | Rossano 7', 39' Altafini 34', 42', 90' Pivatelli 57' |

AC Milan s-a calificat cu scorul general de 14–0.
| Panathinaikos AO Atena                   | 1 – 4   | TS Polonia Bytom |
| ---------------------------------------- | ------- | ---------------- |
| Liberda 27' Kempny 44', 47' Pogrzeba 70' | Detalii | Panakis 38'      |

TS Polonia Bytom s-a calificat cu scorul general de 6–2.
| Feyenoord Rotterdam | 1 – 3   | Servette FC Geneva                     |
| ------------------- | ------- | -------------------------------------- |
| Bennaars 76' (pen)  | Detalii | Mekhloufi 16' Heuri 26' Desbiolles 52' |

La scorul general 4–4 s-a disputat un meci de baraj.
| Ipswich Town FC                                                                      | 10 – 0  | Floriana FC |
| ------------------------------------------------------------------------------------ | ------- | ----------- |
| Moran 8', 52' Phillips 14', 34' (pen) Crawford 28', 39', 44', 60', 80' Elsworthy 54' | Detalii |             |

Ipswich Town FC s-a calificat cu scorul general de 14–1.
| IFK Helsinki | 0 – 2   | FK Austria Viena       |
| ------------ | ------- | ---------------------- |
|              | Detalii | Nemec 62' Graziano 80' |

FK Austria Viena s-a calificat cu scorul general de 7–3.
| 1. FC Köln                           | 4 – 0   | Dundee FC |
| ------------------------------------ | ------- | --------- |
| Habig 8' Müller 37', 57' Schäfer 47' | Detalii |           |

Dundee FC s-a calificat cu scorul general de 8–5.
| RSC Anderlecht Bruxelles | 1 – 0   | Real Madrid CF |
| ------------------------ | ------- | -------------- |
| Jurion 85'               | Detalii |                |

RSC Anderlecht Bruxelles s-a calificat cu scorul general de 4–3.
| Sporting CP Lisabona                                      | 5 – 1   | Shelbourne FC Dublin |
| --------------------------------------------------------- | ------- | -------------------- |
| Soares 5' (pen) Mascarenhas 8', 70' Carlos 48' Morais 61' | Detalii | Hennessy 88'         |

Sporting CP Lisabona s-a calificat cu scorul general de 7–1.
| JDS Partizan Belgrad | 1 – 4   | CSKA Steagul Roșu Sofia                                |
| -------------------- | ------- | ------------------------------------------------------ |
| Galić 70'            | Detalii | Zanev 22' Yakimov 47' Kovachev 81' (pen) Panayotov 90' |

CSKA Steagul Roșu Sofia s-a calificat cu scorul general de 2–6.
| VTJ Dukla Praga | 1 – 0   | ASK Vorwärts Berlin |
| --------------- | ------- | ------------------- |
| Adamec 30'      | Detalii |                     |

VTJ Dukla Praga s-a calificat cu scorul general de 4–0.

### Baraj
| Feyenoord Rotterdam                          | 3 – 1 (d.p.) | Servette FC Geneva |
| -------------------------------------------- | ------------ | ------------------ |
| Kruiver 52' Bouwmeester 91' van der Gijp 97' | Detalii      | Nemeth 33'         |

Feyenoord Rotterdam s-a calificat.

## Optimi de finală
| Echipa 1                | Total | Echipa 2                 | Turul I | Turul II | Baraj |
| ----------------------- | ----- | ------------------------ | ------- | -------- | ----- |
| FK Austria Viena        | 3 – 7 | Stade de Reims           | 3 – 2   | 0 – 5    |       |
| Sporting CP Lisabona    | 2 – 4 | Dundee FC                | 1 – 0   | 4 – 1    |       |
| CSKA Steagul Roșu Sofia | 2 – 4 | RSC Anderlecht Bruxelles | 2 – 2   | 0 – 2    |       |
| IFK Norrköping          | 2 – 6 | SL Benfica Lisabona      | 1 – 1   | 1 – 5    |       |
| Esbjerg fB              | 0 – 5 | VTJ Dukla Praga          | 0 – 0   | 0 – 5    |       |
| Galatasaray SK Istanbul | 4 – 2 | TS Polonia Bytom         | 4 – 1   | 0 – 1    |       |
| Feyenoord Rotterdam     | 3 – 3 | SC Vasas Budapesta       | 1 – 1   | 2 – 2    | 1 – 0 |
| AC Milan                | 4 – 2 | Ipswich Town FC          | 3 – 0   | 1 – 2    |       |

### Turul I
| FK Austria Viena                             | 3 – 2   | Stade de Reims         |
| -------------------------------------------- | ------- | ---------------------- |
| Graziano 13' Hirnschrodt 26' Fiala 59' (pen) | Detalii | Sauvage 14' (pen), 78' |

| Sporting CP Lisabona | 1 – 0   | Dundee FC |
| -------------------- | ------- | --------- |
| De Carvalho 90'      | Detalii |           |

| CSKA Steagul Roșu Sofia | 2 – 2   | RSC Anderlecht Bruxelles |
| ----------------------- | ------- | ------------------------ |
| Kolev 57' Yakimov 85'   | Detalii | Jurion 62', 74'          |

| IFK Norrköping | 1 – 1   | SL Benfica  |
| -------------- | ------- | ----------- |
| Björklund 8'   | Detalii | Eusébio 31' |

| Esbjerg fB | 0 – 0   | VTJ Dukla Praga |
| ---------- | ------- | --------------- |
|            | Detalii |                 |

| Galatasaray SK Istanbul             | 4 – 1   | TS Polonia Bytom |
| ----------------------------------- | ------- | ---------------- |
| Oktay 19' (pen), 29', 57' Mamat 50' | Detalii | Pogrzeba 43'     |

| Feyenoord Rotterdam | 1 – 1   | SC Vasas Budapesta |
| ------------------- | ------- | ------------------ |
| van der Gijp 23'    | Detalii | Pál I 38'          |

| AC Milan                 | 3 – 0   | Ipswich Town FC |
| ------------------------ | ------- | --------------- |
| Barison 8', 13' Sani 64' | Detalii |                 |

### Turul II
| Dundee FC                        | 4 – 1   | Sporting CP Lisabona |
| -------------------------------- | ------- | -------------------- |
| Gilzean 13', 53' Cousin 44', 60' | Detalii | Figueiredo 66'       |

Dundee FC s-a calificat cu scorul general de 4–2.
| Stade de Reims                                  | 5 – 0   | FK Austria Viena |
| ----------------------------------------------- | ------- | ---------------- |
| Kopa 11', 69' Siatka 18' Dubaele 36' Akesbi 79' | Detalii |                  |

Stade de Reims s-a calificat cu scorul general de 7–3.
| RSC Anderlecht Bruxelles     | 2 – 0   | CSKA Steagul Roșu Sofia |
| ---------------------------- | ------- | ----------------------- |
| Lippens 40' (pen), 50' (pen) | Detalii |                         |

RSC Anderlecht Bruxelles s-a calificat cu scorul general de 4–2.
| VTJ Dukla Praga                                             | 5 – 0   | Esbjerg fB |
| ----------------------------------------------------------- | ------- | ---------- |
| Brumovský 17', 82' Frandsen 54' Masopust 57' Vacenovsky 68' | Detalii |            |

VTJ Dukla Praga s-a calificat cu scorul general de 5–0.
| TS Polonia Bytom | 1 – 0   | Galatasaray SK Istanbul |
| ---------------- | ------- | ----------------------- |
| Jozwiak 20'      | Detalii |                         |

Galatasaray SK Istanbul s-a calificat cu scorul general de 4–2.
| SL Benfica Lisabona                                     | 5 – 1   | IFK Norrköping |
| ------------------------------------------------------- | ------- | -------------- |
| Águas 1' Eusébio 18', 35', 85' Björklund 62' Coluna 51' | Detalii | Björklund 62'  |

SL Benfica Lisabona s-a calificat cu scorul general de 6–1.
| SC Vasas Budapesta          | 2 – 2   | Feyenoord Rotterdam          |
| --------------------------- | ------- | ---------------------------- |
| Machos 36' (pen), 87' (pen) | Detalii | Kruiver 44' Kerkum 60' (pen) |

La scorul general 3–3 s-a disputat un meci de baraj.
| Ipswich Town FC            | 2 – 1   | AC Milan    |
| -------------------------- | ------- | ----------- |
| Crawford 79' Blackwood 85' | Detalii | Barison 62' |

AC Milan s-a calificat cu scorul general de 4–2.

### Baraj
| Feyenoord Rotterdam | 1 – 0  | SC Vasas Budapesta |
| ------------------- | ------ | ------------------ |
| Bennaars 54'        | Raport |                    |

## Sferturi de finală
| Echipa 1                 | Total | Echipa 2            | Turul I | Turul II | Baraj |
| ------------------------ | ----- | ------------------- | ------- | -------- | ----- |
| Galatasaray SK Istanbul  | 1 – 8 | AC Milan            | 1 – 3   | 0 – 5    |       |
| Stade de Reims           | 1 – 2 | Feyenoord Rotterdam | 0 – 1   | 1 – 1    |       |
| RSC Anderlecht Bruxelles | 2 – 6 | Dundee FC           | 1 – 4   | 1 – 2    |       |
| SL Benfica Lisabona      | 2 – 1 | VTJ Dukla Praga     | 2 – 1   | 0 – 0    |       |

### Turul I
| Galatasaray SK Istanbul | 1 – 3   | AC Milan                                |
| ----------------------- | ------- | --------------------------------------- |
| Uğur 4'                 | Detalii | Mora 34' (pen) Barison 38' Altafini 76' |

| Stade Reims | 0 – 1   | Feyenoord Rotterdam |
| ----------- | ------- | ------------------- |
|             | Detalii | Kreijermaat 27'     |

| RSC Anderlecht Bruxelles | 1 – 4   | Dundee FC                             |
| ------------------------ | ------- | ------------------------------------- |
| Lippens 36' (pen)        | Detalii | Gilzean 1', 18' Cousin 47' Penman 71' |

| SL Benfica Lisabona | 2 – 1   | VTJ Dukla Praga |
| ------------------- | ------- | --------------- |
| Coluna 54', 85'     | Detalii | Vacenovsky 63'  |

### Turul II
| Feyenoord Rotterdam | 1 – 1   | Stade de Reims |
| ------------------- | ------- | -------------- |
| Kruiver 40'         | Detalii | Akesbi 85'     |

Feyenoord Rotterdam s-a calificat cu scorul general de 2–1.
| AC Milan                                  | 5 – 0   | Galatasaray SK Istanbul |
| ----------------------------------------- | ------- | ----------------------- |
| Pivatelli 11', 42' Altafini 50', 66', 69' | Detalii |                         |

AC Milan s-a calificat cu scorul general de 8–1.
| Dundee FC                   | 2 – 1   | RSC Anderlecht Bruxelles |
| --------------------------- | ------- | ------------------------ |
| Cousin 79' Gordon Smith 83' | Detalii | Stockman 28'             |

Dundee FC s-a calificat cu scorul general de 6–2.
| VTJ Dukla Praga | 0 – 0   | SL Benfica Lisabona |
| --------------- | ------- | ------------------- |
|                 | Detalii |                     |

SL Benfica Lisabona s-a calificat cu scorul general de 2–1.

## Semifinale
| Echipa 1            | Total | Echipa 2   | Turul I | Turul II | Baraj |
| ------------------- | ----- | ---------- | ------- | -------- | ----- |
| Feyenoord Rotterdam | 1 – 3 | SL Benfica | 0 – 0   | 1 – 3    |       |
| AC Milan            | 5 – 2 | Dundee FC  | 5 – 1   | 0 – 1    |       |

### Turul I
| Feyenoord Rotterdam | 0 – 0   | SL Benfica |
| ------------------- | ------- | ---------- |
|                     | Detalii |            |

| AC Milan                               | 5 – 1   | Dundee FC  |
| -------------------------------------- | ------- | ---------- |
| Sani 3' Barison 47', 76' Mora 51', 82' | Detalii | Cousin 23' |

### Turul doi
| Dundee FC   | 1 – 0   | AC Milan |
| ----------- | ------- | -------- |
| Gilzean 89' | Detalii |          |

AC Milan s-a calificat cu scorul general de 5–2.
| SL Benfica Lisabona                | 3 – 1   | Feyenoord Rotterdam |
| ---------------------------------- | ------- | ------------------- |
| Eusébio 20' Torres 43' Santana 62' | Detalii | Bouwmeester 80'     |

SL Benfica Lisabona s-a calificat cu scorul general de 3–1.

## Finală
| SL Benfica Lisabona | SL Benfica Lisabona | AC Milan | AC Milan | Așezarea echipelor                                     |
| | \| Finala \| \| 22 mai 1963, ora 15:00 la Londra (Wembley) \| \| Scor: 1 – 2 (1 – 0) \| \| Spectatori: 61.257 \| \| Arbitru: Arthur Holland, Anglia \| \| Detalii \|                                  | \| Finala \| \| 22 mai 1963, ora 15:00 la Londra (Wembley) \| \| Scor: 1 – 2 (1 – 0) \| \| Spectatori: 61.257 \| \| Arbitru: Arthur Holland, Anglia \| \| Detalii \| |          | Așezarea echipelor SL Benfica Lisabona versus AC Milan |
| - Alberto da Costa Pereira - Domiciano Cavém - Raúl Machado - Fernando Cruz - Humberto Fernandes - Mário Coluna - José Augusto - Joaquim Santana - José Torres - Eusébio - António Simões Antrenor: Fernando Riera | - Giorgio Ghezzi - Mario David - Mario Trebbi - Víctor Benítez - Cesare Maldini - Giovanni Trapattoni - Gino Pivatelli - Dino Sani - José Altafini - Gianni Rivera - Bruno Mora Antrenor: Nereo Rocco | |          | Așezarea echipelor SL Benfica Lisabona versus AC Milan |
| 1 – 0 Eusébio (18) | 1 – 1 José Altafini (17) 0 – 2 José Altafini (23) | |          | Așezarea echipelor SL Benfica Lisabona versus AC Milan |
| Finala | | |          |                                                        |
| 22 mai 1963, ora 15:00 la Londra (Wembley) | | |          |                                                        |
| Scor: 1 – 2 (1 – 0) | | |          |                                                        |
| Spectatori: 61.257 | | |          |                                                        |
| Arbitru: Arthur Holland, Anglia | | |          |                                                        |
| Detalii | | |          |                                                        |

## Golgheteri
14 goluri
- José Altafini (AC Milan)

9 goluri
- Alan Gilzean (FC Dundee)

8 goluri
- Ray Crawford (Ipswich Town FC)